# Лириопе мускари
Лириопе мускари, или Лириопа мускари (лат. Liriope muscari) — многолетнее травянистое корневищное растение, вид рода Лириопе (Liriope) подсемейства Нолиновые (Nolinoideae) семейства Спаржевые (Asparagaceae).
Культивируется по всему миру как садовое или комнатное декоративное растение; выведено множество сортов, в том числе пестролистных; иногда растение дичает. Используется в традиционной китайской медицине.

## Распространение
Естественный ареал вида охватывает субтропические и теплоумеренные зоны Китая (включая Тайвань), Корейского полуострова и Японии. Есть сведения о том, что лириопе мускари встречается в дикой природе как заносное растение в некоторых штатах США (Алабама, Флорида).

## Биологическое описание
Вечнозелёное (в пределах естественного ареала) многолетнее травянистое корневищное растение. Столоны, в отличие от некоторых других видов этого рода, у Liriope muscari отсутствуют. Корни — с клубнеобразными утолщениями (корнешишками), перевивают корневище. Корни контрактильные, причём втягивание корневища в почву происходит более-менее вертикально.
Листья блестящие, тёмно-зелёные, жёсткие.

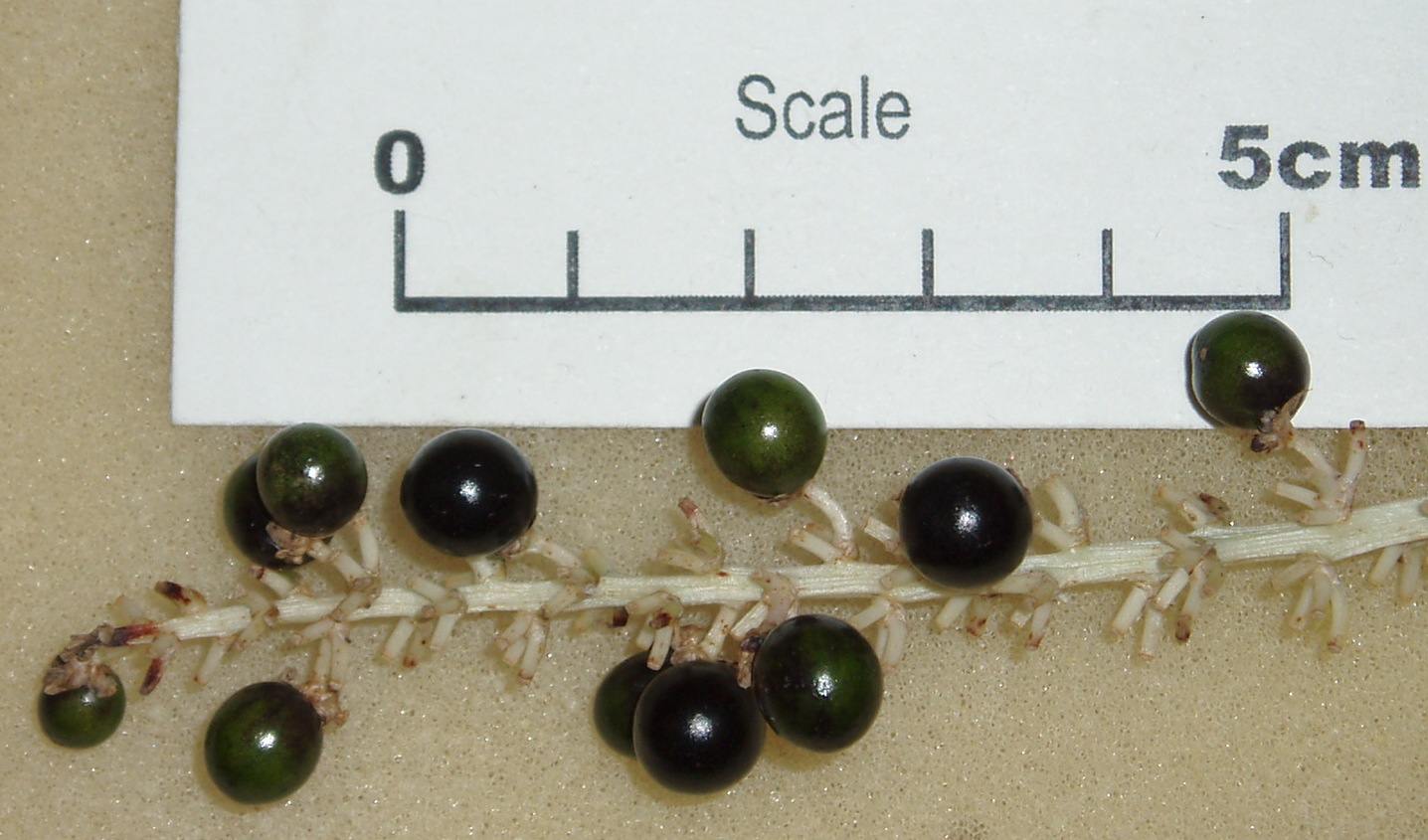
Liriope muscari, плоды крупным планом. Оклендский военно-исторический музей, Новая Зеландия

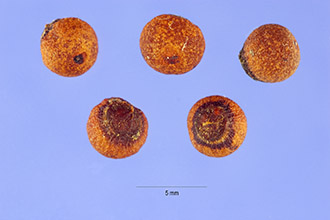
Семена крупным планом (фотография из базы данных USDA-NRCS PLANTS)

Стрелки (безлистные цветочные стебли) вертикальные, крепкие, высотой от 25 до 70 см; их длина равно либо немного меньше длины листьев. Цветки округлые, колокольчатые, мелкие (6—8 мм в диаметре), на коротких цветоножках (4—5 мм); собраны на цветоносах в группы (мутовки) по 4—7 штук, число таких мутовок обычно составляет 10 или более. Листочки околоцветника — эллиптически-продолговатые, лилового или сиренево-фиолетового цвета.
Плод — коробочка; на ранней стадии созревания плод неравномерно лопается, обнажая семена — мясистые, по одному или два в каждом гнезде, ягодообразные, шаровидные, при созревании тёмно-фиолетовые, диаметром от 6 до 8 мм. В Китае время цветения этого вида — с июля по август, плодоношение — с сентября по октябрь.
Число хромосом: 2n = 36, 72, 108; возможно, 112.

## Медицинское использование
В традиционной китайской медицине используют лекарственное средство, известное под фармацевтическим названием Liriopes Radix (с лат. — «Корень лириопе»); оно представляет собой высушенные клубнеобразные утолщения на корнях (корнешишки) лириопе мускари либо лириопе колосистой. У лириопе мускари эти «корни» слегка приплюснуты (в отличие от лириопе колосистой, у которой они имеют веретеновидную форму), длиной от 2 до 5 см и шириной от 3 до 8 мм, с относительно глубокими продольными морщинами; на вкус — сладкие, с небольшой горчинкой. Применяют «корень лириопе» при различных видах кашля, а также при тошноте, бессоннице и запорах. Производство этого лекарственного средства в Китае сосредоточено в основном в провинциях Фуцзянь и Хубэй.

## Культивирование
Лириопе мускари культивируются по всему миру. В связи с хорошим разрастанием растения его используют в первую очередь как почвопокровное, также его сажают вдоль дорожек как декоративно-лиственное и красивоцветущее. Этот вид выращивают также как горшочную культуру.
Растение относительно морозоустойчивое: круглогодичное культивирование в открытом грунте возможно в районах, относящимся к зонам морозостойкости от 6 до 10 (то есть минимальная температура, которую могут выдержать растения, составляет приблизительно минус 20 °C). Liriope muscari менее морозостоек по сравнению с близким видом вид Liriope spicata, который можно культивировать в зонах морозостойкости от 4 до 10.

### Сорта
- 'Big Blue' — отличается лавандовой окраской цветков; сорт может нормально развиваться в условиях яркого солнечного освещения[7]
- 'Christmas Tree' — отличается лавандово-синей окраской цветков, а также большей шириной листьев; сорт лучше развивается в условиях тени[7]
- 'Evergreen Giant' — отличается белыми цветками и более высокими побегами; по сравнению с другими сортами 'Evergreen Giant' менее морозостоек[7]

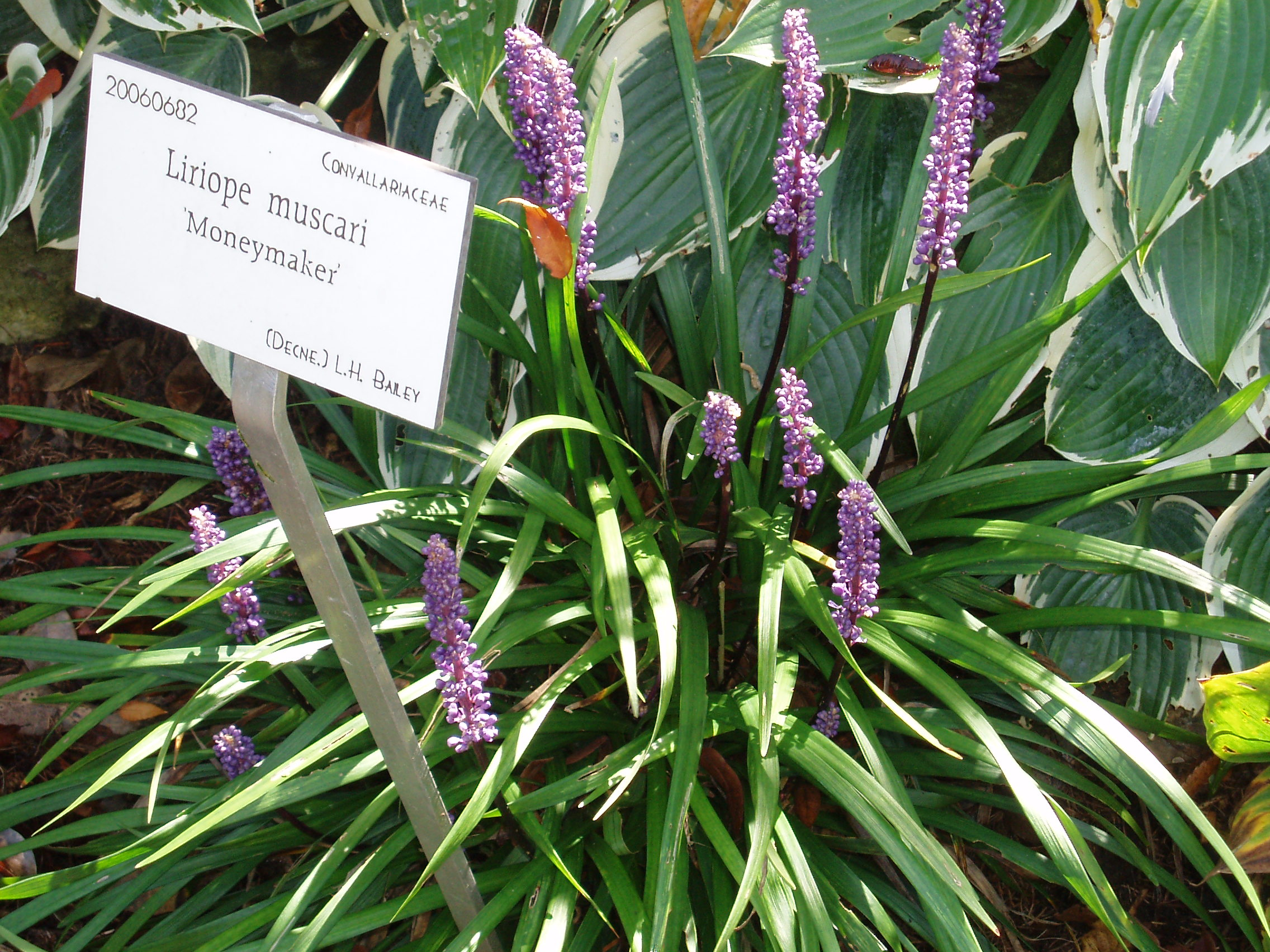
Цветущее растение сорта 'Moneymaker'

- 'Gold-banded' — отличается пестролистностью (края листьев имеют золотисто-жёлтый цвет) и лавандово-синей окраской цветков; растения этого сорта лучше развиваются в условиях яркого солнечного освещения или лёгкого притенения[7]
- 'John Burch' — сорт с жёлтой полосой по краю листьев, близок к 'Gold-banded', отличается от него более низкими растениями, более узкими и менее изогнутыми листьями; хорошо развивается как на солнце, так и в тени[7]
- 'Lilac Beauty' — сорт из Китая и Японии, отличается сиреневыми цветками и крупными размерами листьев (ширина — до 2,5 см, длина — до 45 см)[1]
- 'Majestic' — отличается высокими цветоносами[7], крупными цветками сине-фиолетового цвета[1], относительно короткими листьями; лучше развивается в условиях затенённости[7]
- 'Monroe White' — отличается белыми цветками; нормально развивается только в тени[7]
- 'Royal Purple' — отличается тёмно-пурпурными цветками; хорошо растёт как на солнце, так и в тени[7]
- 'Variegata' — наиболее распространённый сорт, отличается пестролистностью (края листьев имеют кремовый цвет) и интенсивно-сиреневой окраской цветков[1]

## Таксономия и классификация
Первое действительное описание этого вида растений было опубликовано французским ботаником Жозефом Декеном в XVII томе бюллетеня Annales Générales d’Horticulture… (1867): он включил его в род Ophiopogon (Змеебородник) и присвоил ему видовой эпитет muscari. В 1929 году вид был реклассифицирован: американский ботаник Либерти Хайд Бейли включил его в установленный Жуаном ди Лорейру ещё в 1790 году род Liriope.

### Синонимы
По информации базы данных Plants of the World Online  (по состоянию на начало 2023 года), в синонимику вида входят следующие названия:
Гомотипный синоним
- Ophiopogon muscari Decne. (1867)basionym

Гетеротипные синонимы
- Liriope exiliflora (L.H.Bailey) H.H.Hume (1961)
- Liriope gigantea H.H.Hume (1961)
- Liriope graminifolia var. albiflora Makino (1926)
- Liriope graminifolia var. communis (Maxim.) Matsum. (1905)
- Liriope graminifolia var. densiflora Maxim. ex Baker (1879)
- Liriope graminifolia var. latifolia Makino (1933)
- Liriope graminifolia var. praealba Makino (1928)
- Liriope graminifolia var. variegata (L.H.Bailey) Makino (1940)
- Liriope muscari f. albiflora (Makino) Nemoto (1936)
- Liriope muscari var. communis (Maxim.) Nakai (1934)
- Liriope muscari f. exiliflora (L.H.Bailey) H.Hara (1984)
- Liriope muscari var. exiliflora L.H.Bailey (1929) (для этой разновидности в качестве отличительной особенности указывались нежные рыхлые соцветия[2])
- Liriope muscari f. latifolia (Makino) H.Hara (1984)
- Liriope muscari f. praealba (Makino) Nemoto (1936)
- Liriope muscari f. variegata (L.H.Bailey) H.Hara (1984)
- Liriope muscari var. variegata L.H.Bailey (1929) (для этой разновидности в качестве отличительных особенностей указывались желтоватые полоски на листьях и лавандовая окраска цветков[2])
- Liriope platyphylla F.T.Wang & Tang (1951) (Лириопе широколистная, или Лириопа широколистная[8])
- Liriope platyphylla f. albiflora (Makino) Honda (1957)
- Liriope platyphylla f. variegata (L.H.Bailey) Ishii & Hosaka (1956)
- Liriope spicata var. densiflora (Maxim. ex Baker) C.H.Wright (1903)
- Liriope spicata var. latifolia Franch. (1884)
- Liriope yingdeensis R.H.Miao (1982)
- Ophiopogon spicatus var. communis Maxim. (1870)
- Ophiopogon spicatus var. kunthianus Maxim. (1870)